# Truckee (rivier)

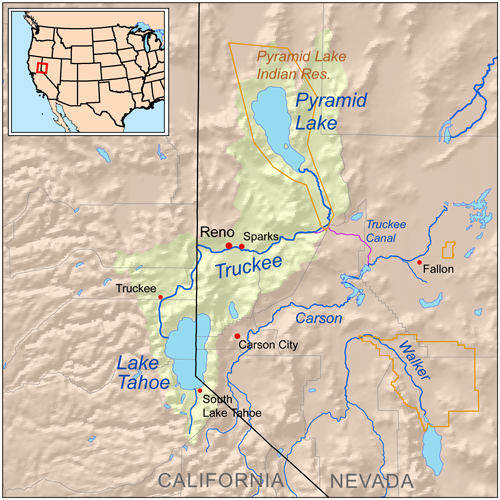
Loop en stroomgebied van de Truckee

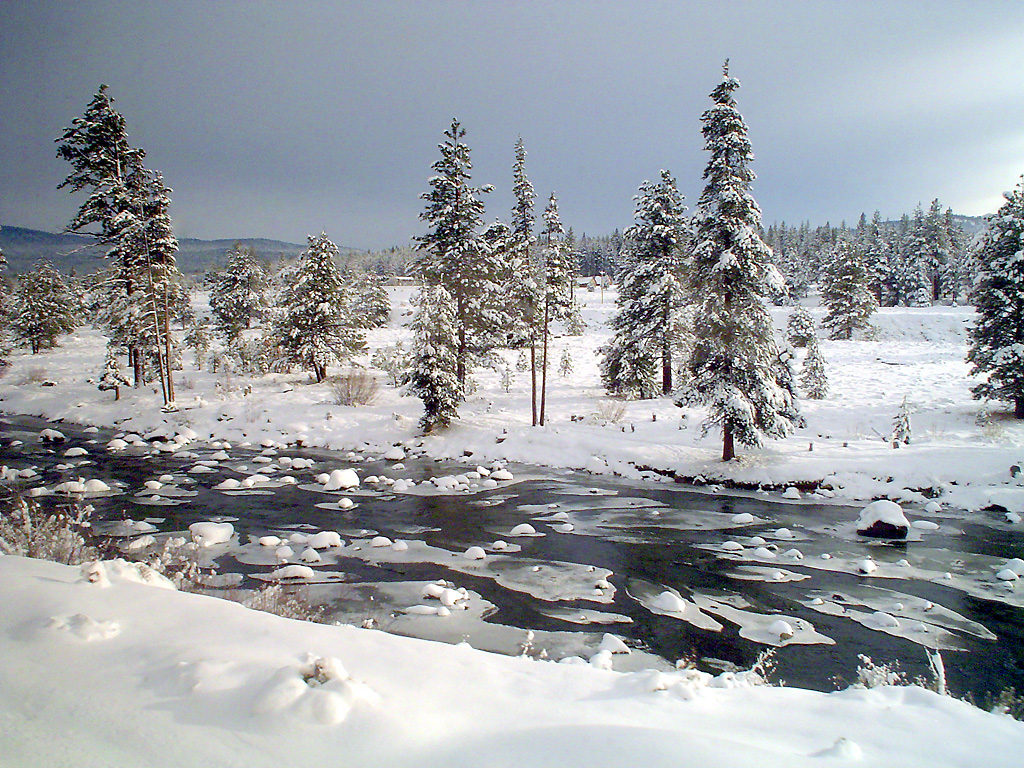
De Truckee net ten oosten van het gelijknamige stadje

De Truckee (Engels: Truckee River) is een stroom in de Amerikaanse staten Californië en Nevada. Ze is zo'n 190 km lang en heeft een endoreïsch stroomgebied dat ongeveer 7.900 km² groot is. De Truckee is de enige stroom waarlangs water Lake Tahoe verlaat. De rivier loopt langs het noordelijke eind van de Carson Range en mondt uiteindelijk uit in Pyramid Lake in het Grote Bekken. De Truckee vormt een belangrijke bron van irrigatiewater in de regio.
Er wordt veel aan raften en vliegvissen gedaan op de rivier.

## Etymologie
De rivier dankt haar naar aan de plaatselijke indianenleider Chief Truckee, die een groep migranten in 1844, onder andere langs deze rivier, naar het westen begeleidde. Het plaatsje Truckee, dat langs de rivier ligt, is naar dezelfde leider genoemd.

## Ecologie
Tussen 1934 en 1949 herintroduceerden de United States Forest Service en het Californische Department of Fish and Game bevers in het stroomgebied van de Truckee en het bekken van Lake Tahoe. Er leefden vroeger ook al bevers in de streek, wat we kunnen afleiden uit het feit dat de plaatselijke indianenvolkeren, de Washo en de Paiute, een woord hebben voor de bever. 
De bevers werden heringevoerd om stroomdegradatie tegen te gaan en het herstel van natuurlijke draslanden aan te moedigen. Een studie van verschillende forelsoorten in Sagehen Creek, nabij de Truckee, heeft aangetoond dat de aanwezigheid van beverdammen ervoor gezorgd heeft dat zowel het aantal als de grootte van vissen toegenomen is. Bovendien bleek niet enkel dat de populieren de beverkolonisatie overleefd hebben, onderzoek heeft ook uitgewezen dat bladverliezende, kruidachtige vegetatie het beter is gaan doen rond de beverdammen. Het aantal coniferen daarentegen is afgenomen.
Beverdammen hebben het voordeel sediment en vervuilende stoffen uit de stroom te halen, wat voor helderder water zorgt.

## Waterkwaliteit
Sinds het midden van de jaren 80 is de Truckee aan gedetailleerde onderzoeken naar de waterkwaliteit onderworpen. Onder leiding van het Environmental Protection Agency (EPA) werd er een omvattend dynamisch hydrologisch transportmodel voor de rivier ontwikkeld. Met dat model, dat de naam DSSAM droeg, werden beslissingen omtrent landgebruik en afvalwaterbeheer in het stroomgebied van de Truckee geanalyseerd. Op basis hiervan werden enkele beslissingen genomen om de waterkwaliteit te verbeteren.